# Anisotremus moricandi
Anisotremus moricandi és un gènere de peix pertanyent a la família dels hemúlids.

## Descripció
- Pot arribar a fer 15,1 cm de llargària màxima.[3][4]

## Hàbitat
És un peix marí, demersal i de clima tropical que viu entre 9 i 12 m de fondària.

## Distribució geogràfica
Es troba a l'Atlàntic sud-occidental: el Brasil.

## Observacions
És inofensiu per als humans.